# جانييه
جانييه Jean Gagnier (ت. 1152 هـ / 1740 م) هو مستشرق فرنسي.
من آثاره ترجمة سيرة النبي محمد التي كتبها إسماعيل أبو الفدا إلى اللغة اللاتينية.